# James Mac-Adaras
James Mac-Adaras, né le 21 juin 1838 à Ruthmines, quartier de Dublin (Irlande) et mort le 8 novembre 1919 à Paris, est un homme politique français d'origine irlandaise.

## Biographie
Issu d'une vieille famille irlandaise, il s'engage dans l'armée anglaise et sert comme capitaine d'artillerie contre les Cipayes. Il quitte l'armée anglaise, et retourne en Irlande. En 1870, il lève un corps de volontaires irlandais et combat aux côtés de la France contre les Prussiens. Il obtient la nationalité française, ainsi que le grade de général de brigade. 
Peu de temps après, il quitte la France et s'installe à Saint-Louis (Missouri) où il épouse une Américaine et vit de la spéculation immobilière. Il retourne en France et est élu conseiller général du canton de Volonne en 1888, puis député des Basses-Alpes de la circonscription de Sisteron de 1889 à 1893, siégeant comme républicain progressiste indépendant. Battu en 1893 et 1894, il ne retrouve plus de mandat parlementaire.

## Sources
- « James Mac-Adaras », dans le Dictionnaire des parlementaires français (1889-1940), sous la direction de Jean Jolly, PUF, 1960 [détail de l’édition]